# Haplosclèrides
Els haplosclèrides (Haplosclerida) són un ordre de demosponges de la subclasse Heteroscleromorpha.

## Taxonomia
L'ordre Haplosclerida inclou 1.118 espècies repartides en sis famílies:
- Família Calcifibrospongiidae Hartman, 1979
- Família Callyspongiidae de Laubenfels, 1936
- Família Chalinidae Gray, 1867
- Família Niphatidae Van Soest, 1980
- Família Petrosiidae Van Soest, 1980
- Família Phloeodictyidae Carter, 1882